# Cross Hill (Caroline du Sud)
Cross Hill est une ville située dans le comté de Laurens, dans l’État de Caroline du Sud, aux États-Unis. Lors du recensement de 2020, elle comptait 404 habitants.